# Cortocircuito acústico
El cortocircuito acústico se produce cuando dos ondas acústicas iguales pero de fase inversa se superponen anulándose entre sí.
Este fenómeno se da en los altavoces, la membrana del altavoz emite dos ondas opuestas por cada cara, mientras que la parte frontal "empuja" presionando el aire, la trasera "tira" dejando una depresión, si estas ondas se encuentran, el movimiento se anula desapareciendo los graves que son las ondas que más movimiento de aire producen y dejando un sonido muy pobre.
Para evitar este efecto, se aísla la parte trasera del altavoz mediante un bafle plano o en el interior de una caja acústica cuyas paredes absorben las ondas traseras evitando que se solapen con las que se emiten por la parte frontal.
- Datos: Q5789771